# Гахраманов, Эльдар Аваз оглы
Эльдар Аваз оглы Гахраманов (азерб. Eldar Əvəz oğlu Qəhrəmanov; род. 30 января 1948 году, Огузский район, Азербайджанская ССР) — государственный и политический деятель. Депутат Милли меджлиса Азербайджанской Республики I и II созывов. Ректор Азербайджанского университета (2012—2014).

## Биография
Родился Эльдар Гахраманов 30 января 1948 году в Огузском районе, Республики Азербайджан. С 1966 по 1970 годы проходил обучение на экономическом факультете Туркменского государственного университета имени Горького. Работал в Центральной статистической системе Туркменской ССР рабочим, затем экономистом в отделах статистики промышленности, транспорта и связи. С 1970 по 1974 годы, вернувшись в Азербайджан, работал строительным техником, бухгалтером и экономистом в Межколхозном строительном управлении Огузского района.
С 1974 по 1978 годы работал начальником Огузской районной информационно-вычислительной станции. В 1978 году был приглашен в Центральное статистическое управление Азербайджанской ССР на должность начальника отдела статистики сельского хозяйства, был избран членом коллегии. С 1981 по 1989 годы работал инструктором отдела сельского хозяйства и пищевой промышленности в аппарате ЦК КП Азербайджана, затем заведующим сектором сельскохозяйственной науки и экономики. В 1990 году окончил Бакинский институт политологии и получил специальность политолога.
С 1989 по 1996 годы занимал должность первого заместителя председателя Государственного комитета Азербайджанской Республики по статистике, руководил трансформацией существующей статистической системы, созданием правовой и методической базы Национальной статистической концепции. В 1994 году был назначен членом экспертной рабочей группы Верховного совета (Милли Меджлиса) Азербайджанской Республики. В качестве члена группы он принимал непосредственное участие в разработке проектов законов «Об основах аграрной реформы», «О реформе совхозов и колхозов», «О кооперации» и многих других. Являлся членом Государственной комиссии по аграрной реформе Азербайджанской Республики.
В 1996 году был избран депутатом Милли Меджлиса I созыва по 57-му Барда-Агджабединскому избирательному округу. В 2000 году получил мандат депутата Милли Меджлиса второго созыва по Огуз-Шеки-Габалинскому избирательному округу № 80 в качестве кандидата от Партии «Новый Азербайджан». С 1996 по 2005 годы Гахраманов был заместителем председателя постоянной комиссии по аграрной политике, возглавлял парламент страны в Межпарламентской ассамблее СНГ в качестве председателя комитета по социальной политике и правам человека. Являлся заместителем сопредседателя азербайджано-российской двусторонней межпарламентской комиссии и руководителем рабочих групп по межпарламентским связям Азербайджан-Россия и Азербайджан-Кувейт. По его инициативе в Милли Меджлисе функционировала специальная рабочая группа, обеспечивающая парламентскую поддержку государственной программы по борьбе с бедностью.
В 2000 году решением ВАК ему была присвоена ученая степень кандидата экономических наук. Он автор более 20 научных статей, методических пособий.
С 2007 по 2012 годы работал доцентом, заведующим кафедрой административного управления Азербайджанского университета. С 1 мая 2012 года был назначен ректором Азербайджанского университета. 26 января 2014 года подал в отставку в связи с возникшими проблемами со здоровьем. В настоящее время является заведующим кафедрой административного управления.
Женат, у него трое детей, четверо внуков.

## Награды
- Орден «Содружество» (14 ноября 2003 года, Межпарламентская ассамблея СНГ) — за активное участие в деятельности Межпарламентской Ассамблеи и её органов, вклад в укрепление дружбы между народами  государств — участников Содружества[4].

За самоотверженный труд награжден
- значком отличника учета,
- бронзовой медалью выставки достижений народного хозяйства СССР,
- медалью За отличие в труде,
- орденом единства Межпарламентской ассамблеи СНГ
- другими многочисленными почетными грамотами.